# Municipio de Lewis (Dakota del Norte)
El municipio de Lewis (en inglés: Lewis Township) es un municipio ubicado en el condado de Bottineau en el estado estadounidense de Dakota del Norte. En el año 2010 tenía una población de 34 habitantes y una densidad poblacional de 0,37 personas por km².

## Geografía
El municipio de Lewis se encuentra ubicado en las coordenadas 48°40′34″N 101°7′29″O / 48.67611, -101.12472. Según la Oficina del Censo de los Estados Unidos, el municipio tiene una superficie total de 93.12 km², de la cual 93,12 km² corresponden a tierra firme y (0 %) 0 km² es agua.

## Demografía
Según el censo de 2010, había 34 personas residiendo en el municipio de Lewis. La densidad de población era de 0,37 hab./km². De los 34 habitantes, el municipio de Lewis estaba compuesto por el 100 % blancos. Del total de la población el 0 % eran hispanos o latinos de cualquier raza.